# 錦織一清
錦織 一清（にしきおり かずきよ、1965年5月22日 - ）は、日本のダンサー、歌手、俳優、声優、タレント、演出家。愛称は、「ニッキ」（ジャニーズ事務所内では「ニシキ」）。
東京都世田谷区に生まれ、江戸川区の下町で育つ。12歳でジャニーズ事務所に入所し、アイドルグループ「少年隊」のリーダーとして『仮面舞踏会』でレコードデビュー。『君だけに』『ABC』『まいったネ 今夜』などのヒット曲を生み、主演のミュージカルショー「PLAYZONE」の公演は23年間続いた。
俳優として東宝ミュージカルをはじめとした数多くの舞台に出演する一方で、演出家としてもキャリアを築き、つかこうへいの芝居からファミリーミュージカルまで幅広い舞台作品の演出を手掛けている。
2020年12月31日にジャニーズ事務所を退所してからは、インディーズレーベルを立ち上げ、音楽活動も本格化させた。2023年からは、パパイヤ鈴木とのダンス・ヴォーカル・ユニット「Funky Diamond 18」としても活動している。

## 来歴
- ジャニーズ事務所への入所は、郷ひろみのファンだった姉が事務所に錦織の履歴書を送ったことがきっかけ[4]。オーディションを受けると、その場でジャニー喜多川から「YOU、天才だね」と認められ[5]、1977年7月、小学校6年生の夏休みにジャニーズ事務所に入所。翌1978年公開の、教育映画『さようなら ぼくの犬ロッキー』に出演して、芸能活動をスタートさせる[6]。
- 高校受験を終えた1981年の春、のちに少年隊として共に活動することになる植草克秀、東山紀之と出会う[7]。同年から研究生「 ジャニーズ少年隊」として、近藤真彦や田原俊彦のバックダンサーを務め、コンサートにも同行するようになる[8]。また、テレビの歌番組やバラエティ番組に出演する機会も増え、知名度が上がる[9]。
- 1982年、17歳の年にNHK大河ドラマ『峠の群像』の清水一学役でテレビドラマに初出演[10]。
- 東京都立南葛飾高等学校から明治大学付属中野高等学校の定時制に転入。高校2年生を2回経験し、その後中退。2回目の2年生時の文化祭で、同級生となったパパイヤ鈴木や植草克秀らとつかこうへいの『蒲田行進曲』を上演し、演出を務める[11]。
- 1985年4月、初めての舞台演劇となるミュージカル『ザ・サスケ』にて、少年隊として主演を務める[12]。
- 1985年12月12日、少年隊はシングル『仮面舞踏会』でレコードデビュー。一躍トップアイドルとなる。
- 1986年から2008年までの23年間にわたり毎年夏に青山劇場で少年隊主演ミュージカルショー「PLAYZONE」を上演。
- 1988年上演のミュージカル『GOLDEN BOY』の主演を皮切りに、東宝ミュージカルをはじめとする数多くの舞台作品に出演。1999年、2000年、2006年には、つかこうへい演出舞台作品『蒲田行進曲』で主演の倉岡銀四郎を演じる。
- 1992年、アニメ『バトルファイターズ 餓狼伝説』で主役のテリー・ボガードの声を担当する。
- 1995年、30歳で、「PLAYZONE」10作目となる『 PLAYZONE'95 KING&JOKER 映画界の夢と情熱』にて、初めて舞台作品の脚本、演出を務める[13]。少年隊が主演する「PLAYZONE」が終了した翌年2009年、ジャニー喜多川の勧めで、後輩のジャニーズJr.が引き継いで出演することになったPLAYZONE『太陽からの手紙』と東宝ミュージカル『SHE LOVES ME』の2作の演出を担当。以来、演出の仕事が途切れることなく続き、演出家としての肩書が付くようになる[14]。
- 2016年、オリジナルのミュージカル『JAM TOWN 〜A NEW MUSICAL〜』を上演。3年をかけてオーディションやトライアウト公演の開催、凝った舞台美術や関連企画などに取り組み、実験的な舞台づくりを行った[15]。
- 2018年、一つの作品を通年上演する四国・愛媛の坊っちゃん劇場にてミュージカル『よろこびのうた』の演出を担当。この作品は、All About ミュージカル・アワードでファミリー・ミュージカル賞を受賞した。以降、2023年現在、坊っちゃん劇場では4作品を演出している。
- 2020年12月31日をもって、43年間在籍したジャニーズ事務所を退所[16]。フリーランスとなる。
- 2021年4月23日、公式ファンクラブ『Uncle Cinnamon Club』（アンクル シナモン クラブ）が発足、同年4月29日より運営が開始された。また、Twitterにアカウントを取得。ファンクラブ命名については「先日まで"少年"をやっていたが、今度は"おじさん"のコンセプト」としており、錦織自身も参加をしてファンからの意見にも耳を傾ける方針を掲げた[17]。
- 2021年9月16日、植草克秀と共にYouTubeチャンネル「ニッキとかっちゃんねる」を開設[18]。
- ソロとしての音楽活動も本格的に始動させ、ヴィヴィド・サウンド・コーポレーション内にインディーズレーベル「Uncle Cinnamon Records」を立ち上げて、2021年10月29日、シングル「Song for you」をリリース。
- 2022年11月、株式会社アンクル・シナモンを設立[19]。2023年2月、自作の舞台『サラリーマンナイトフィーバー』東京公演（三越劇場）を主催したのを皮切りに、舞台製作に乗り出す。
- 2023年、明治大学付属中野高等学校の同級生であるパパイヤ鈴木とタッグを組んでダンス・ボーカル・ユニット「Funky Diamond 18（ファンキー・ダイヤモンド・ワン・エイト）」を始動。アルバム制作、ライブツアー、テレビ出演など、表舞台での音楽活動を活発化させる[20][21][22]。

## 人物

### ダンス
錦織のダンスについて、多くのダンサーや振付師が分析をしている。その特長は、関節の柔らかさ、体幹の強さにより、動きの一つ一つが大きく、足のスタンスが広いこと。重心が低く、姿勢を保ちながら腰を落として踊る。目線の使い方、キレ、緩急のつけ方などに独特のセンスがあり、グルーヴを感じさせる。ボビー吉野は、「卓越した身体能力とセンス、表現力の才能を持つうえに、圧倒的な練習量。羽生結弦選手ぐらいの表現ができる才能はある。」と評している。また、東山紀之は、「重力を感じないのよ。あそこまで軽くできる人はなかなかいない。あの軽さを出すのは非常に難しい」「あのしなやかさは、日本の人では見たことない」と語っている。
錦織のダンスの源流は、アメリカのダンス音楽番組「ソウル・トレイン」で見たソウル、ディスコ・グループ「シャラマー」のジョディ・ワトリーとジェフリー・ダニエル。10代のころ、ブレイクダンスを習得するためにジャニー喜多川とニューヨークに行ったが、当時、ストリートダンスを教えるスクールは存在しなかったため、路上で踊っている人に直接声をかけて指導を受けた。その後、坂見誠二に師事し、横浜などのディスコに通ってアンダーグラウンドダンス界でオールドスクールダンスのキャリアを重ねていく。パパイヤ鈴木は錦織について、「（ダンサーが言うところの）『ニオイ』を持っている人。ビンテージな感じを出せる人はなかなかいないが、そういうニオイ、オーラを持っているから、（錦織と対面する）若いダンサーたちは、そこに緊張する。」と語っている。
アングラ系を愛する一方で、錦織のダンスは幅広い。少年隊のヒット曲でも見られるバレエの要素を含むジャズダンスをはじめ、ミュージカルショーでのパフォーマンスとして、タップ、チャールストン、コンテンポラリー・ダンスなど様々なジャンルを研究し、踊り分けている。少年隊の舞台「PLAYZONE」でのソロダンスナンバーの代表作に、『Replicant,Resistance』（「PLAYZONE'92 さらばDiary」、「PLAYZONE 2001“新世紀"" EMOTION」）、『迷い』（「PLAYZONE2000 THEME PARK」）などがある。また、数々の東宝ミュージカルの舞台に立ち、大地真央（「Lady, Be Good！」、1993年）、涼風真世（「42ND STREET」、1997年、1999年、2000年、2002年）、愛華みれ（「チャーリー・ガール」、2002年）などの元宝塚スターとダンスの共演をしている。

### ボードビル
「僕の芝居のスタイルは、ボードビリアンタイプ」と自己分析するとおり、キートンやチャップリンのような喜劇風の演技を得意とする。また、少年隊の舞台『PLAYZONE』でも、アクロバティックなダンスのほか、ジャグリング、帽子やステッキを使ったダンス、截拳道（ジークンドー）などの武道の型、ものまね、アドリブの寸劇など、多彩な芸を見せた。
ブルース・リーに憧れるあまり、子どもの頃からヌンチャクを振るだけでなく、レプリカを自作している。それはあくまでも、映画や舞台の小道具としてのヌンチャクであり、軽量でクッション性があることを旨とする。またそのヌンチャクの振りは、敵と戦う武道ではなく、カメラを意識してよりよく映えるよう独自の振り付けを加えたものである。
ジャグリングについては、シルク・ドゥ・ソレイユがサルティンバンコを上演している時期に、そのテントの中で天才ジャグラーの少女に習うなどして3カ月で習得した。少年隊ミュージカル『PRAYZONE '98 5night's』や『PLAYZONE '99 Goodbye & Hello 世紀末 新世紀』などで、5個のボールを操るバウンスジャグリング（床でバウンドさせる技）やグローボールを使った暗闇でのパフォーマンスなどを見ることができる。

### 舞台演出
錦織は、エンターテインメントショーを創るということについて、ジャニー喜多川の薫陶を受けて育った。「自分のことだから自分でやるんだよ」というジャニー喜多川の言葉を受け、10代の頃から、楽曲やショーの製作現場でスタッフに交じってアレンジや見せ方のアイディアを出した。その後も長年にわたりジャニー喜多川のアシスタント的な立場で脚本づくりや演出に携わり、その積み重ねが、いまの演出家としての土台になったと振り返っている。
また、演出家としては、もう一つのルーツがある。錦織は、高校生の頃、つかこうへいの本を読み、映画『蒲田行進曲』を観て芝居に目覚めた。高校の文化祭では、舞台で『蒲田行進曲』を上演し、このときすでに演出を務めている。その後、33歳で舞台『蒲田行進曲』の主演、倉岡銀四郎役を得て、ついにつかこうへい本人に出会い、「それまで培ってきた自尊心をボキボキにへし折られ」る体験をすることになる。そこからつかに役者として鍛えられ、「生半可に考える表現を壊し、本人に備わっている素材を生かす」芝居を学んだ。40代で、つか本人から「つかこうへいという演出家の二代目を継がせるとしたら錦織だ」と"後継指名"されるに至り、つかこうへい亡き後もつかイズムを継承して、数々の作品を手掛ける演出家となった。

#### 作風
錦織演出は、歌やダンスが入り、流れのあるレビュー的展開に特徴がある。また、畳みかけるセリフ劇や笑いと涙の人情ものを得意とする。これは、曰く、「西洋の洗練されたエンターテインメントを志向するジャニー喜多川」と「アジア的な熱い情念の芝居のつかこうへい」、この二極的にタイプの異なる二人の師匠を持つことによるもの。錦織は自身について、ジャニー喜多川の教えを受けた者やつかこうへいの弟子は数多いが、この二人をバックグラウンドに併せ持つのは、自分だけであり、このことが、演出家としての自らの個性になっていると自己定義する。また、演出家となった道筋について、「ショービジネスの世界で生きていけるエンターテイナーに育ててくれたのはジャニー喜多川」、「大人にしてくれたのがつかこうへい」と振り返り、自身の作風を「ジャニーさん的なものとつかさん的なものが、僕というフィルターを通してハイブリッドになって出てくる」と表現している
。

#### 演出手法
錦織は、つかこうへいの手法として知られる「口立て」を継承し、稽古をしながら、その場で役者の個性に合わせてセリフを作り変えていくが

、それに加え、役者が演技に躓き悩むと、すぐにその部分を実際にやってみせる。すべての役を自ら動いて見せることができ、表現方法のアイディアのひとつとして提案する、この「振り立て」とも言える錦織の独特な手法については、七海ひろき

や井澤勇貴

などをはじめ、多くの俳優が言及している。
数多くの錦織作品に出演している渋谷天笑は、「（錦織は）どの役も自分でできてしまい、自身が動いて見せてくださる。そういう演出家を僕はあまり知らない」と言い

、藤原紀香は、錦織が稽古中、どの役のどの演技について訊かれても、歌、ダンス、体の見せ方を含め即座に実演で答えると語っている

。
この錦織の手法について、作品の共同制作が多い西寺郷太は、演出家にも様々なタイプがあるなかで、「演者として、ジャグリングも格闘技もコメディも歌も踊りも時代劇も、何もかもできてしまう」錦織の希少性を指摘し、通常、演出家や監督に難しいことを要求されれば「自分でやってみろよ！」と心中で思うこともあろう俳優陣にとって、錦織の演出は脅威なのではないか、と考察する

。
また、錦織は、演出家席に座っていないことでも知られる。久本雅美は、「（稽古中に）ぐるぐる歩き回りながら、いろいろなアイディアをポンポン思いつかれる」

、藤原紀香は、「通し稽古をしているとサイドから後ろから360度見ている。そういうスタイルの演出家は初めてだった」と語る

。
錦織は自身について、アイディアは車や自転車の運転操作をしていると浮かんでくるタイプであり、脚本を書く際も、自分が動き、喋りながら台詞を作っていくため、人を呼んで口述筆記にしてもらう

と説明している。同様に、芝居で演出をつけるにあたって演出家席に座らないことについても、長年役者として、舞台上で先輩俳優の演技を学び、自分の動きを考えてきたため、稽古する役者たちの只中に混じって動き回っている方が演技をイメージしやすいという。またさらに、演出家席は客席側の中央に作られるが、そこは役者の気が集まるところであって、「（そこに向かって）役者が何かを見る目を作っている時に、演出家と目が合うのでは邪魔になる」と、あくまでも演者目線で気遣う姿勢を見せている。

#### 役者の素材を活かす
つかイズムの継承として、錦織演出では、役者に役作りをさせず、一人ひとりの個性を活かして作ることを重視する。役者には、その人の持つ素材のままでいてもらい、自らの感情を動かすことで生まれてくる無理のない演じ方を理想としている。錦織は、「演出家ごときが個性を消す権利は持ってない」と言い、役者がそこで望んだ芝居ができないのであれば、その人がそれをしなくても済むよう演出プランの方を変えるだけであり、集められたメンバーの素材で勝ちにいけるゲーム展開を考えるのが商業演劇における演出家の仕事であるとしている

。
この役者の素材を活かす演出については、ふたつの面から説明されている。
ひとつは、30代半ばでつかこうへいと出会って学んだ役者のあり方からくる。かつて、表層的な形で"デ・ニーロ・アプローチ"に傾倒していた錦織だが、つかに鍛えられる中で、自分自身をありのままに解き放つ大切さに気づかされる。表現のテクニックやディテールをどこからか仕入れてくる必要はなく、そこに自分がいればいいのだ、と考えるようになったと振り返っている。また、役者を目指そうとする者には、少なからず、自分そのものを見られたくないという思いがあり、演じることで本来の己に蓋をできると考えるものだと指摘する。しかし、結局のところどんな役でも自分自身の心で表現するしかなく、役の後ろに隠れずに、「怒りや優しさを全部自分の中からほじくり出すことこそ、人間を表現する役者の仕事」であると語っている

。
もう一点は、商業演劇の製作期間の短さによるもの。渋谷天笑は、錦織の演出法について、「例えば歩き方や小道具の持ち方が変だったら、ほとんどの演出家は、もっと普通にしろと直そうとするが、（錦織は）それを活かそうとする。普通にやったら面白くないからそのままでいい、それが武器になるという考え方」と証言している。このことについて錦織は、「稽古期間中、その人の癖をなくすための時間はそれほど取れない。だったら逆手に取った方がいい」と説明し

、現在の商業演劇の状況について、稽古にあまり時間をかけられず、芝居を覚える時間が本当に少なくなっていると指摘している
。

#### 全員活躍
群像劇やレビュー形式の場面展開、劇中の寸劇挿入などにより、登場人物一人ひとりにそれぞれの見せ場を作るのは、錦織独自の大きな特徴であり、こだわりでもある。
この点については、錦織の作・演出舞台PLAYZONE『太陽からの手紙』（2009年）を観たつかこうへいに「主役は一人でないとわかりにくい」と否定されているが、その後も曲げずに、役者全員を活躍させるという姿勢を貫いている

。
錦織は、舞台のアンサンブルキャスト（演劇やミュージカルで、役名のない登場人物）を"その他大勢"のように軽んじる風潮を嫌う。ブロードウェイでは、スウィング（不測の事態に備えて待機する代役）がリスペクトされていることを引いて、「舞台に立っている人みんな、隅から隅まで全員が活躍してほしい」という考えを打ち出し、「でもその分、俺の作る舞台に出る人はちょっとしんどいかもしれない。"その他”が無いからね」

とも語っている。
通常は群像劇等で発揮される「全員活躍」だが、極端な例としては、『毒薬と老嬢』（2022年）で死体を移動させるだけの場面を可笑しみのあるダンスにして、死体役の役者がスポットライトを浴びる見せ場にした
。

#### 若手育成
錦織は、自分を育ててくれた演劇界への恩返しとして、若い役者の育成に力を入れてきた。それは、ジャニーズ事務所での舞台『PLAYZONE』などを通した後輩に対する立ち位置でもあり、自ら立ち上げたQT「クォリファイング トライアル」プロジェクトを経て、つか芝居の次世代への継承を含めた一貫した取り組みとなっている。
2014年、錦織は、QT「クォリファイング トライアル」プロジェクトを立ち上げる。QTとは、プロゴルフツアーにおけるクォリファイングトーナメント（ツアー本戦へのシード権を持たないプロゴルファーが、シード権を得るために参加する予選会）のもじり。「世間では全く無名の若い役者たちが飛躍する為の夢やチャンスを与えたい、自分を育ててくれた演劇界を活性化したい、恩返しがしたい」との考えから、若手にチャレンジする場を提供するというプロジェクトである

。QTを冠した公演は、『熱海殺人事件』（2014年）、『あゝ同期の桜』（2015年、2016年）、『痛快！人情時代劇 三太 かわら版売り』（2017年）の３作品だが、そこで育った三浦祐介、渋谷天笑、逸見輝羊などの俳優たちが、その後の錦織の作品作りに参加し、支えていくこととなる。
さらにこれと連なるように、2016年には、「★☆北区つかこうへい劇団」を前身とする劇団「★☆北区AKT STAGE」において、若手育成のため半年間に及ぶ劇団内ワークショップを開催し、週３日ペースで講師を務めた

。その後、『初級革命講座飛龍伝／あゝ同期の桜』（2016年）、『寝盗られ宗介』（2017年）、『飛龍伝2022〜愛と青春の国会前〜』（2022年）と、同劇団の公演で演出を行っている。
また、QTとほぼ同時期に、『JAM TOWN』（2014－2016年）に取り組んだ。この舞台は、2014年の応募者300名を超えるオーディションから始まり、2016年の本公演に向け、日本ではあまり例のないトライアウト公演を行ってダイジェストバージョンを試演し、プレ企画としてライブを開催するなど、足掛け３年の作品作りとなった。これに参加した西寺郷太は、錦織が、オーディションでイチから選んだ若いキャストを時間を掛けながら育てていったことと併せ、西寺に対しても「お前もいつか演出や脚本をやる人間だ」と、自らの知識・経験を惜しげもなく教えてくれたと回想する

。
2024年の『あゝ同期の桜』では、錦織の演出を受けた室将也ら10代から20代の俳優たちが、「一人一人に時間を費やし、目を見て丁寧に教えてくれ、若い子を育てようとする、まるでワークショップのようだった」と振り返っている

。
室は、錦織が何度も「自分が何十年もかけて、しんどい思いをして培った経験を皆に早く与えてあげたい。俺みたいに時間をかけなくてもいい。早く覚えるに越したことはないから」と言うのを聞いている。
錦織は、自分が役者人生で得てきたものはたくさんあるものの、それを得るのに遠回りをして長い時間をかけてしまったと感じているため、自分が育てる若者たちには、自分が数十年かけて得たことを数日と言わず数十分で覚えられるようにとの思いで指導している。よく言われてきた「背中を見て覚えろ」という伝統の連鎖を愚の骨頂であると断じ、「10年はかかる、なんて言われたことを実際10年かけて会得して、新しい別のことをできるようになるのにまた10年もかけてたいら人生終わっちゃう」として否定している。また、そうやって惜しみなく経験を伝えているのは、「舞台をより良いものにしたいから。みんながうまくなってくれれば、この舞台を成功させたい俺の夢がまた一つ叶う。だから、みんなのためでもあり自分のためでもある。」とも語っている

。

#### セット
錦織は、ステージが何層にも分かれて変化する機構を持つ青山劇場で少年隊の舞台『PRAYZONE』を長年上演してきた経験から

、『JAM TOWN』や『シャイニングモンスター』、坊っちゃん劇場での作品などで見られるように、舞台の立体的な構造で時間や空間の変化を表現する作品が多い。
その一方で、『あゝ同期の桜』や『サラリーマンナイトフィーバー』など、近年の錦織の自主製作の作品では、舞台上にセットと言えるものがほとんど置かれない。そこへ『PRAYZONE』で学んだという照明を駆使し、何もない舞台上に光で別空間を見せるという作り方をしている
。
この錦織の舞台づくりについて、室将也は、「観客の目を役者にそそぐようにして、役者の人間性から伝えられる何かを感じ取ってもらうため、極力セットは作らない。役者は、頼るものがないので、役者の力で魅せなければならない」

、と解説している。

### エピソード
- 「一清（かずきよ）」という名前は父親が命名した。父親は、自分の名前の「清（きよし）」に「一」を付けて「清一（せいいち）か（きよかず）」と名づけようと思っていた。届出に訪れた区役所で、ふと「『一』を自分（清）の下に付けちゃいけない。自分を超えるように、上につけて『一清』にしよう。」と「一清」と名付けたという。
- 6歳年上の姉の影響で、小学生のときから自分の年齢よりかなり上の人が好む音楽、洋楽を聴いていた。初めて買ったシングルレコードは、西城秀樹の「ちぎれた愛」[56]。自分もカラダを動かすことが大好きな体育会系なので、アクションのカッコいい西城に憧れたという[56]。2023年4月にリリースしたカバー・アルバム『歌謡 Style Collection』のラストには西城の「ブルースカイ ブルー」を選んだ[56]。小学校のとき放送部で、お昼の放送でKISSのデトロイト・ロック・シティを流したところ、先生から「小学生らしい曲をかけるように」と注意された。洋楽好きは後年活かされている。ジャニーズ事務所の後輩たちに歌い継がれている「ビークルメドレー」[注 12]は、錦織が構成を考えたメドレー。特に曲と曲のつなぎに拘り、アイディアを口三味線で伝えたという。
- 矢沢永吉の大ファンである。中学時代は日本語の歌≒歌謡曲はミーハー、アイドルと思っていたが「こういう歌だったら男が歌ってもおかしくない」と感じ、矢沢の著書『成りあがり』などを読み「俺もサクセスしたい！」とすっかり感化され、スターとして成功を目指すことを決めた[57]。
- 好きな映画俳優はロバート・デ・ニーロ、好きな映画は「ミーン・ストリート」「ゴッドファーザー」「摩天楼はバラ色に」などを挙げている。また、ブルース・リーにも憧れており、ブルース・リーが考えだした武術「ジークンドー」の心得がある。また、ジークンドーの国内最高指導者でもある御舘透と知り合い、自費援助を手助けジークンドー道場「ミタチ・アカデミー」を開校させた。
- 幼い頃は体育の先生になりたいと思っていた[57]。また美術が得意で、画家になりたいと思ったこともある。江戸川区立小松川第二中学校に通っていたときに技術の授業で書いた設計図は見事につくられていたため、ごく最近[いつ?]まで同中学校の壁に模範として貼られていた。
- 少年隊のデビュー曲「仮面舞踏会」は錦織の希望でちあき哲也に依頼したものである[58][59][60]。
- DA PUMPの事を高く評価している。DA PUMPのデビュー当時、ジャニーズ事務所の後輩と勘違いしており、ちゃんと踊れる後輩グループがついに出てきたとスタッフに話したら怒られたという[61]。

## 参加ユニット
- ジャニーズ少年隊
- 少年隊
- Funky Diamond 18

## ディスコグラフィ

### シングル
| 発売日          | タイトル            | 収録曲                                                                                   | フォーマット         | 規格品番   | レーベル                        | 備考                                                                                       |
| --------------- | ------------------- | ---------------------------------------------------------------------------------------- | -------------------- | ---------- | ------------------------------- | ------------------------------------------------------------------------------------------ |
| 1994年 7月21日  | 夜明けのレジェンド  | 夜明けのレジェンド／誰のためでもないと言えるか?                                          | CD                   | PCDA-00627 | ポニーキャニオン                | 松竹配給映画「餓狼伝説」主題歌                                                             |
| 2021年 10月29日 | Cafe Uncle Cinnamon | Song for you／Dance with me／星の糸（feat. 西寺郷太 真城めぐみ）／My Ever Changing Moods | CD（マキシシングル） | VSCD3231   | Uncle Cinnamon / Gotown Records |                                                                                            |
| 2021年 10月29日 | Song for you        | Song for you／My Ever Changing Moods                                                     | アナログ 7inch EP    | VSEP858    | Uncle Cinnamon / Gotown Records |                                                                                            |
| 2022年 5月20日  | 栄光の石（意志）    | 栄光の石（意志）／青い太陽                                                               | デジタルダウンロード | ―          | Uncle Cinnamon Records          | 錦織演出の舞台「飛龍伝2022〜愛と青春の国会前〜」主題歌/劇中挿入歌 舞台グッズとのコラボ販売 |
| 2022年 6月1日   | 栄光の石（意志）    | 栄光の石（意志）                                                                         | 配信限定             | ―          | Uncle Cinnamon Records          | 舞台「飛龍伝2022〜愛と青春の国会前〜」主題歌                                               |

### アルバム
| 発売日         | タイトル              | 収録曲 | フォーマット | 規格品番 | レーベル               | 備考                         |
| -------------- | --------------------- | --- | ------------ | -------- | ---------------------- | ---------------------------- |
| 2023年 4月26日 | 歌謡 Style Collection | For Your Love／五月のバラ／池上線／めぐり逢い紡いで／あずさ2号 Duet with 植草克秀／東京HOLD ME TIGHT／ラヴ・イズ・オーヴァー／さよならをもう一度／忘れていいの-愛の幕切れ- Duet with 井上珠美／ブルースカイブルー | CD           | VSCD3232 | Uncle Cinnamon Records | 昭和歌謡のカヴァー・アルバム |

### ボックスセット
| 発売       | タイトル                | 規格品番 | 備考 |
| ---------- | ----------------------- | -------- | --- |
| 2021年10月 | Cafe Uncle Cinnamon BOX | VSPR4180 | マキシシングルCD（インスト含む全7曲収録）＋アナログ7inch EP（2曲収録） レーベル Uncle Cinnamon / Gotown Records |

### ジャニーズ時代のソロ曲

#### CD収録曲
- ルール-歯が痛い-（少年隊の1枚目のアルバム『翔 SHONENTAI』に収録）
- FRIDAY NIGHT（少年隊の1枚目のミニアルバム『WONDERLAND』に収録）
- すべてが始まる夜に（少年隊の2枚目のアルバム『PRIVATE LIFE -Light & Shadow-』に収録）
- ハロー！（少年隊の3枚目のアルバム『TIME・19』に収録）
- ストレンジャー Go To The ストリート（少年隊の3枚目のアルバム『TIME・19』に収録）
- トナカイという名の船（少年隊の2枚目のミニアルバム『PARTY』に収録）
- SWINGING LIPS（少年隊の4枚目のアルバム『Heart to Heart 5years 少年隊・・そして1991』に収録）
- のどもとすぎれば恋も忘れる（少年隊の5枚目のアルバム『愛は続けることに意味がある』に収録）
- 愛の嵐（少年隊の6枚目のアルバム『prism』に収録）
- 見れば見るほど…（少年隊の6枚目のアルバム『prism』に収録）
- 数千マイルから君を（少年隊の24枚目のシングル『ロマンチックタイム』に収録）
- あの日…（少年隊の2枚目のベストアルバム『少年隊 35 th Anniversary BEST』に初収録）
- Replicant Resistance（少年隊の2枚目のベストアルバム『少年隊 35 th Anniversary BEST』に初収録）
- 見果てぬ夢を（少年隊の2枚目のベストアルバム『少年隊 35 th Anniversary BEST』に初収録）

ミュージカル『PLAYZONE』の楽曲
| 年   | タイトル                                             | 収録作品                                                                                |
| ---- | ---------------------------------------------------- | --------------------------------------------------------------------------------------- |
| 1988 | デビル イン ユア ハート                              | サウンドトラック『PLAYZONE'88 カプリッチョ -天使と悪魔の狂想曲-』                       |
| 1989 | My Dear Mrs. Las Vegas                               | サウンドトラック『PLAYZONE'89 Again』                                                   |
| 1989 | 君は不思議                                           | サウンドトラック『PLAYZONE'89 Again』                                                   |
| 1990 | 星も見えない夜                                       | サウンドトラック『PLAYZONE'90 MASK』                                                    |
| 1990 | Let's Go to Tokyo                                    | サウンドトラック『PLAYZONE'90 MASK』                                                    |
| 1994 | Zig-Zag                                              | サウンドトラック『PLAYZONE'94 MOON』                                                    |
| 1996 | NEVER MY LOVE                                        | サウンドトラック『PLAYZONE'96 RHYTHM』                                                  |
| 1998 | あのとき君を                                         | サウンドトラック『PLAYZONE'98 5night's』                                                |
| 1999 | Pleasure Island                                      | サウンドトラック『PLAYZONE'99 Goodbye & Hello』                                         |
| 2000 | 巨龍的誕生（ジュー・ロン・ディ・ダンシェン）         | サウンドトラック『PLAYZONE2000 THEME PARK』                                             |
| 2000 | 迷い                                                 | サウンドトラック『PLAYZONE2000 THEME PARK』                                             |
| 2000 | Asian revolution 〜巨龍的誕生〜                      | サウンドトラック『PLAYZONE2000 THEME PARK』                                             |
| 2001 | 魂と君ここにあらん                                   | サウンドトラック『PLAYZONE2001 “新世紀”EMOTION』                                        |
| 2001 | Versus Nervous                                       | サウンドトラック『PLAYZONE2001 “新世紀”EMOTION』                                        |
| 2002 | JUSTICE〜正義の塊〜                                  | サウンドトラック『PLAYZONE2002 愛史』                                                   |
| 2002 | あしたのジョー 〜美しき狼たち〜                      | サウンドトラック『PLAYZONE2002 愛史』                                                   |
| 2003 | It's SHOWBIZ ! ! 〜オリジナルタイトル 「愛の手紙」〜 | サウンドトラック『PLAYZONE2003 Vacation』                                               |
| 2003 | Liar                                                 | サウンドトラック『PLAYZONE2003 Vacation』                                               |
| 2003 | Memories                                             | サウンドトラック『PLAYZONE2003 Vacation』                                               |
| 2003 | KEEP ON SINGIN'                                      | サウンドトラック『PLAYZONE2003 Vacation』                                               |
| 2005 | HOLY SPIRIT                                          | サウンドトラック『PLAYZONE2005 〜20th Anniversary〜 Twenty Years…そしてまだ見ぬ未来へ』 |
| 2005 | “D”                                                  | サウンドトラック『PLAYZONE2005 〜20th Anniversary〜 Twenty Years…そしてまだ見ぬ未来へ』 |
| 2006 | 彷徨う心                                             | サウンドトラック『PLAYZONE2006 Change』                                                 |

#### 未CD化楽曲
| 年   | タイトル           | 作詞     | 作曲       | 収録作品           | 備考                                               |
| ---- | ------------------ | -------- | ---------- | ------------------ | -------------------------------------------------- |
| 1984 | 天使たちの場所     |          |            |                    | ライブコンサート『ファーストコンサート』にて披露。 |
| 1984 | 危険なムーンライト | 小林和子 | 佐藤健     | VHS・DVD『少年隊』 |                                                    |
| 1984 | Remember           | 宮下智   | 宮下智     | VHS・DVD『少年隊』 |                                                    |
| 1992 | NIGHT IN NEWYORK   | 森浩美   | ボブ佐久間 |                    | ミュージカル「SHOW劇'92 MASK」の劇中歌。           |
|      | July Morning       |          |            |                    |                                                    |

ミュージカル『PLAYZONE』の楽曲
| 年   | タイトル           | 作詞       | 作曲       | 収録作品                                                                        | 備考               |
| ---- | ------------------ | ---------- | ---------- | ------------------------------------------------------------------------------- | ------------------ |
| 1992 | 受け継がれし出来事 | 森浩美     | ボブ佐久間 | VHS『PLAYZONE'92・さらばdiary』                                                 |                    |
| 1993 | 君と二人だけの朝   | 森浩美     | 長岡成貢   | VHS『PLAYZONE'93・WINDOW』                                                      |                    |
| 1995 | 色あせた思い出     | 森浩美     | ボブ佐久間 | VHS・『PLAYZONE'94・MOON』                                                      |                    |
| 1999 | 星のフラメンコ     | 三浦徳子   | 音妃       | VHS・『PLAYZONE'99・5nights』                                                   | 西郷輝彦のカヴァー |
| 2005 | NISHIKIYOルンバ    | 長谷川雅大 | 陶山隼     | VHS・DVD『PLAYZONE2005 〜20th Anniversary〜 Twenty Years…そしてまだ見ぬ未来へ』 |                    |
| 2005 | Over Work          | ab:fly     | ab:fly     | VHS・DVD『PLAYZONE2005 〜20th Anniversary〜 Twenty Years…そしてまだ見ぬ未来へ』 |                    |

他多数

#### 参加作品
| タイトル             | 収録作品                                          | 備考          |
| -------------------- | ------------------------------------------------- | ------------- |
| MR.BOJANGLES         | VHS『SHONENTAI DINNER SHOW』                      |               |
| WE ARE ALL ALONE     | VHS『少年隊 DINNER SHOW 愛と勇気』                |               |
| HOLD YOU TIGHT       | VHS・DVD『1998.1.16,17 TOKYO TAKARAZUKA THEATER』 |               |
| SHE'S OUT OF MY LIFE | VHS・DVD『1998.1.16,17 TOKYO TAKARAZUKA THEATER』 |               |
| KING OF DANCE        | DVD『新春 滝沢革命』                              |               |
| DEEP                 | DVD『帝国劇場100周年記念公演 新春 滝沢革命』      | 原曲:渋谷哲平 |

コンサートやテレビ番組 等で歌われた洋楽のカバー、PLAYZONEシリーズ（特にCD発売のない1991年から1993年、1995年の舞台）等で歌われた楽曲に未CD化が多い。

## 出演

### テレビドラマ
- 峠の群像（1982年1月10日 - 12月19日、NHK・大河ドラマ） - 清水一学 役
- 新春仕事人スペシャル 必殺忠臣蔵（1987年1月2日、ABC） - 橋本平左衛門 役
- 心はロンリー気持ちは「…」（フジテレビ） - 友情出演
  - V（1987年3月20日）
  - VII（1988年5月13日）
  - VIII（1989年3月3日）
  - IX（1989年11月24日）
- 原宿初恋探偵社（1987年9月7日、フジテレビ、月曜ドラマランド） - 保科和 役
- 風呂上がりの夜空に（1987年11月10日 - 12月22日、テレビ朝日）※連続ドラマ単独初主演作 - 松井辰吉 役
- 和田アキ子芸能生活20周年特別番組 子連れ家政婦アッコさん 恋愛篇（1988年3月25日、テレビ朝日） - 早川進也 役
- 渋谷 青春坂 ラブホテル（1990年2月17日、TBS） - 千葉孝乃輔 役
- 死のハネムーン〜東京発18時50分“出雲1号”のダブルトリック（1990年11月27日、テレビ朝日） - 早乙女譲 役
- シンデレラボーイは歌えない（1990年12月24日、テレビ東京、ビジネスストーリー大賞） - 武藤和彦 役
- 大谷羊太郎原作シリーズ（テレビ朝日・土曜ワイド劇場） - 村岡紀夫刑事 役
  - 大密室殺人事件 殺された息子からの脅迫状（1991年1月26日）
  - 越後七浦殺人海岸 大密室の奇妙な死体交換の謎？（1991年9月14日）
  - 大密室殺人事件 〝宙に浮く"鮮やかな殺人トリック（1992年4月11日）
  - 神戸異人館殺人事件 港の女が仕掛けた罠（1993年5月22日）
- 震える眼 警察官連続殺人事件!（1991年2月1日、フジテレビ、男と女のミステリー）
- 世にも奇妙な物語（1991年 - 1992年、フジテレビ）
  - ともだち（1991年6月13日）
  - バーチャル・リアリティー（1991年10月3日）
  - 似顔絵の女（1992年7月9日）
- ポールポジション!愛しき人へ…（1992年1月8日 - 3月18日、日本テレビ） - 柏木公介 役
- くんずほぐれつ〜犯人は俺じゃない!!（1992年5月25日、TBS、月曜ドラマスペシャル） - 河野としお 役
- 愛のそば（1992年10月25日、TBS、東芝日曜劇場） - 礼二 役
- 巌流島 小次郎と武蔵（1992年1月1日 NHK） - 杉山右近 役
- ホテルドクター（1993年1月12日 - 3月23日、テレビ朝日） - 羽山波彦 役
- 泣きたい夜もある「第13回 男たちの決算」（1993年6月27日、TBS） - 南 役
- 北山一平アイラブ人生（1994年9月10日、NHK）
- はぐれ医者・お命預かります!（1993年12月30日、1995年1月26日 - 3月30日、テレビ朝日） - 小林藤次 役
- 京都・映画撮影所殺人事件（1995年1月23日、TBS、月曜ドラマスペシャル） - 坂部平吉 役
- 夢みる葡萄〜本を読む女〜（2003年9月29日 - 12月15日、NHK、月曜ドラマシリーズ） - 高瀬義朗 役
- 渡る世間は鬼ばかり（2004年4月 - 2005年3月、2006年4月 - 2007年3月、TBS） - 菊村康史 役
- 芸術劇場 スタジオ演劇『春のほたる』（2004年10月10日、NHK）- 主演・菅原光 役
- 特ダネ（秘）記者！嘉門公平の殺人取材（2009年9月19日、テレビ朝日、土曜ワイド劇場） - 主演・嘉門公平 役
- 最悪の卒業式（2013年3月23日、日本テレビ） - 野村達彦 役

### バラエティ番組
- キラリ!!美少女（テレビ朝日） - 大島智子と共に司会
- なるほど!ザ・ワールド（フジテレビ）
- 元気の源泉（2006年9月9日、TBS）
- 夜は胸きゅん（2007年3月27日 - 2008年3月18日、毎週火曜日、NHK総合） - 司会の車掌役
- 二木ゴルフ Presents ニッキゴルフ（2010年4月3日 - 2011年3月26日、毎週土曜日、TOKYO MX） -  共演：小野寺誠（プロゴルファー）、パパイヤ鈴木
- 真・ニッキゴルフ（2011年4月9日 - 9月24日、毎月最終土曜日、TOKYO MX）
- MUSIC X（2024年 - 、BS-TBS） - 不定期出演[62][63]
- ぽかぽか(2025年8月5日、フジテレビ)[64]

### 舞台
- Golden Boy（英語版） （1988年9月4日 - 10月2日：サウンドコロシアムMZA、1989年：東京郵便貯金ホール） - 主演・ジョー 役
- THE STING（ザ・スティング）（1989年・1990年、シアターコクーン） - ジョニーフッカー 役
- チャタレイ夫人の恋人（1993年4月、日生劇場） - 森番メラーズ 役
- Lady, Be Good！（英語版）（1993年10月、青山劇場） - ディック・トレバー 役
- 天井桟敷の人びと（1995年10月、帝国劇場） - 道化師バチスト 役
- スカーレット（1996年2月 - 4月、帝国劇場） - コラム神父 役
- 源氏物語夜話 女三の宮（1997年2月2日 - 28日、帝国劇場） - 柏木 役
- 42ND STREET（1997年12月、1999年4月、日生劇場・2000年5月、中日劇場・2002年1月、博多座） - ジュリアン・マーシュ・ジュニア 役
- 蒲田行進曲（1999年2月20日 - 28日、近鉄劇場・3月5日 - 27日、シアタ-コク-ン・2000年、近鉄劇場・青山劇場、2006年9月・10月、青山劇場・シアタ-BRAVA） - 主演・倉岡銀四郎 役
- カルメン（1999年9月 - 10月、青山劇場（その後、中日劇場、梅田芸術劇場で各一ヶ月公演）） - ドン・ホセ 役
- チャーリー・ガール（英語版）（2002年4月、帝国劇場・10月、梅田芸術劇場） - ジョー・スタッドホーム 役
- CABARET（2004年10月、東京グローブ座・11月、Zepp大阪） - エムシー 役
- エドの舞踏会（2007年12月、名古屋 御園座・2月、明治座） - 山本権兵衛 役
- ローズのジレンマ（英語版）(2008年10月、ル テアトル銀座・11月、大阪・シアタードラマシティ） - ギャヴィン・クランシー 役
- 新春 滝沢革命（2009年1月1日 - 28日、2010年1月1日 - 2月5日、2011年1月1日 - 27日、2012年1月1日 - 29日、帝国劇場） - 特別出演
- 大川わたり（2009年10月、名古屋 中日劇場）- 主演・銀次 役
- 新春 人生革命（2010年1月8日 - 2月6日、帝国劇場） - 特別出演
- ガイズ&ドールズ（2010年4月3日 - 30日、シアタークリエ） - ネイサン・デトロイト 役
- 取り立てやお春（2010年11月1日 - 26日、東京 明治座・12月5日 - 20日、名古屋 御園座、2011年3月3日 - 27日、大阪 松竹座） - 大石内蔵助 役
- 熱海殺人事件（2013年7月12日 - 21日 サンシャイン劇場、26日 - 28日 京都・南座） - 部長刑事 木村伝兵衛 役（7月19日・20日のみ大山金太郎 役）
- パルコ・プロデュース 「イット・ランズ・イン・ザ・ファミリー It runs in the family 〜パパと呼ばないで〜（2014年9月20日 - 11月2日、PARCO劇場、地方公演 宮城・新潟・愛知・大阪） - 主演・医師 デ－ヴィッド・モーティマー 役
- 2015 新春 JOHNNYS' World （2015年1月1日 - 27日、帝国劇場） - 特別出演
- おたふく物語（2016年9月1日 - 25日 明治座、10月5日 - 27日 博多座） - 貞二郎 役 [65]
- おんなの家（2017年10月6日 - 29日、明治座） - 戸部 役
- サラリーマンナイトフィーバー（地方公演）（2022年8月23日 - 9月4日 宮城・愛知・石川・埼玉・福岡、10月28日 - 30日 大阪松竹座） - 社長 役
- サラリーマンナイトフィーバー（東京公演）（2023年2月4日 - 12日 東京日本橋 三越劇場） - ホームレス 役
- 蒲田行進曲完結編 銀ちゃんが逝く（2023年11月1日 - 12日 池袋シアターグリーン BIG TREE THEATER、2024年7月3日 - 12日 浅草 花劇場） - 医者 役
- あゝ同期の桜（2024年3月9日 - 3月17日 東京日本橋・三越劇場、3月30日 - 3月31日 京都・南座、2025年7月26日 - 27日：大阪 松下IMPホール、8月13日 - 19日：三越劇場） - 上官 役ほか
- 毒薬と老嬢（2025年3月27日 - 4月4日 三越劇場） - ウィザースプーン 役
- 狂人遊戯（2025年6月18日 - 25日 東京両国 シアターΧ、6月28日 - 7月6日 神戸三宮 シアター･エートー） - ZOZO前沢 役、刑事（熊田留吉）役
- “Le gai mariage”ル・ゲィ・マリアージュ～愉快な結婚 PART.4（2025年9月12日 - 28日：六本木トリコロールシアター） - ジルベール 役

### イベント
- ジャニーズカウントダウンライブ
  - ウシシもぅ大変！東西ドーム10万人集結!!ジャニーズ生歌合戦 Johnnys' Countdown 2008-2009（2008年12月31日 - 2009年1月1日、東京ドーム）[66] - VTR出演
  - 吠えろ！ジャニーズ虎の巻 東西ドーム10万人集結!! 超豪華年越し生歌合戦 Johnnys'Countdown 2009-2010（2009年12月31日 - 2010年1月1日、東京ドーム）[67] - VTR出演
  - 跳べ！ジャニーズ年越し生歌合戦だピョン!!Johnnys' Countdown 2010-2011（2010年12月31日 - 2011年1月1日、東京ドーム）[68] - VTR出演
- 植草克秀ディナーショーSHOW&TIME2021 Specialday！（2021年12月12日、東京ドームホテル）[69] - サプライズゲスト
- トークライブ ケンドーコバヤシの「虜になる夜」（2022年6月24日 4月22日、有楽町よみうりホール）[70][71][72] - スペシャルゲスト
- ダンスイベント パパイヤ鈴木のHippie Happy Dance！（2022年7月22日、Spotify O-EAST） - スペシャルゲスト
- 『錦織一清 演出論』発売記念トークイベント（2022年12月7日、HMV＆BOOKS SHIBUYA）[73]
- トーク＆ライブ　MXエンターテインメント presents『恋するステージ』（2024年5月12日、有楽町朝日ホール、ナビゲーター：石井一孝、演奏（key）：進藤克己） - 第１回 ゲスト[74]

### 映画
- さようならぼくの犬ロッキー（1978年、「新生映画」の製作による16mmフィルムの教育映画）
- !［ai-ou］（1991年1月26日公開、東宝、主演：柴田恭兵、共演：大槻ケンヂ、企画：秋元康） - 辻川圭介 役
- 獅子王たちの最后（1993年4月17日公開、東映、W主演：哀川翔） - 主演 江口智弘 役
- BUGS Endless Battle Royal（2025年3月7日公開、監督：BILLY）

### Vシネマ
- ひき逃げファミリー2（1994年） - 主演・河合伸吾 役
- だからおまえは落ちるんだ やれ！（1994年） - 主演・吉野敬介 役

### 吹き替え
- 栄光の彼方に（1991年1月25日『金曜ロードショー』日本語吹き替え、主演・ステフ（トム・クルーズ）役）
- アニメ『バトルファイターズ 餓狼伝説』（フジテレビ、1992年12月23日、主演・テリー・ボガード 役）
- アニメ『バトルファイターズ 餓狼伝説2』（フジテレビ、1993年7月31日、主演・テリー・ボガード 役）
- アニメ映画『餓狼伝説 -THE MOTION PICTURE-』（1994年7月16日公開、主演・テリー・ボガード 役）
- OVA『YAMATO2520』（ナブ・エンシェント 役）
  - Vol.1『明日への希望』（1995年2月21日発売）
  - Vol.2『YAMATO発進!!』（1995年12月18日発売）
  - Vol.3『戦闘』（1996年8月25日発売）
- アニメ『人造人間キカイダー THE ANIMATION』（キッズステーション、2000年11月13日、第5話「雨の街」ゲスト出演、トオル 役）
- NHKアニメ劇場 『雪の女王〜THE SNOW QUEEN〜』（NHK、2005年11月13日、第25話「王家の鍵」ゲスト出演、アルフレッド王 役）

### ラジオ
- ニッキと岡本のパニックラジオ 〜 リズム・オブ・ザ・ナイト（1985年11月27日 - 1986年3月19日、文化放送、『ラジオDE ME HER』水曜） -  岡本健一と共演
- 錦織一清のスーパーギャング（1989年4月10日 - 1991年4月1日、毎週月曜、TBSラジオ） - 中村繁之と共演
- ラジオドラマ『西遊妖猿伝』 全4回（1989年10月30日 - 11月2日、22:00-22:30、NHK-FM）- 「アドベンチャーロード」内、 中村繁之と共演
- ラジオドラマ『続・西遊妖猿伝』 全5回（1990年3月26日 - 3月30日、NHK-FM） - 「アドベンチャーロード」内、中村繁之と共演
- 晩晩五星『錦織一清と神田うののザ・ライブ』（1995年4月10日 - 10月2日、MBSラジオ）
- 錦織一清の噂の伝説王（1996年4月13日 - 1997年1月5日、ABCラジオ）
- 錦織一清のどないでっかグリル（1997年1月12日 - 10月5日、ABCラジオ）
- 錦織一清の俺様KINGS（1999年4月1日 - 2001年3月29日、JFN系全国8局ネット）
- 錦織一清の夜明けのパラサイト（2001年4月1日 - 2002年3月25日、JFN系全国14局ネット）
- たまむすび（2012年4月19日 - 2020年3月25日、TBSラジオ、毎月第1水曜日15時台「月刊ニッキ」出演[注 13]）

### CM
- ロート製薬 メンソレータム キャンパスリップ（1982年 - ）
- JR東日本 LOOK EAST 奥の細道（1989年4月 - 9月、小堺一機と共演）
- 日清食品 本生うどん（1990年8月 - ）
- ライオン Brushライオン（1991年 - 、液状ハミガキ。研ナオコと共演）

## ライブ
- 錦織一清 dinner show（2000年12月22日・23日:東京全日空ホテル、2000年12月28日:大阪帝国ホテル）
- KAZUKIYO NISHIKIORI & KATSUHIDE UEKUSA presents ふたりのSHOW&TIME 『Song for you』（2022年10月1日・2日:東京ドームホテル、12月25日・26日:ハイアットリージェンシー大阪）[75][76]
- 錦織一清 祝還暦 Disco Lunch・Dinner Party 〜若さの赤 抱きしめてTonaide〜（2025年5月21日・22日：ヒルトン東京お台場）[77][78]

## 作品

### 舞台作品

#### 1995年
- 少年隊PLAYZONE 『KING＆JOKER 〜 映画界の夢と情熱』【脚本・演出・主演 - チャンプ 役】
  - 1995年7月7日 - 7月30日：青山劇場、8月9日 - 8月13日：大阪フェスティバルホール
  - 企画：安倍寧、監修：ジャニー喜多川、音楽監督：ボブ佐久間、作詞：森浩美、振付：前田清美、藤井真梨子、阿部雄三、出演：錦織一清、東山紀之、植草克秀ほか

#### 2009年
- PLAYZONE 『太陽からの手紙』【作・演出】
  - 2009年7月11日 - 8月9日：青山劇場、8月21日 - 26日：梅田芸術劇場
  - 主催：プレゾン事務局、振付：SANCHE、川崎悦子、SEIJI、主演：北山宏光、藤ヶ谷太輔、玉森裕太、内博貴、屋良朝幸ほか
- ミュージカル『SHESHELOVES ME』（シーラブズミー)【演出】[79]
  - 2009年12月12日 - 2010年1月31日、シアタークリエ
  - 制作：東宝、台本：ジョー・マスタロフ（英語版）、作曲：ジェリー・ボック、作詞：シェルドン・ハーニック、翻訳：酒井洋子、訳詞：大場公之、主演：薮宏太（Hey! Say! JUMP）、神田沙也加ほか
  - 初の海外ミュージカル演出。少年隊 植草克秀が特別出演した。

#### 2011年
- 柳田國男50年祭・第32回山桃忌 人情喜劇『柳田國男と河童』【演出】[80]
  - 2011年8月7日：兵庫県・福崎町文化センター、主催：福崎町、脚本：上田浩寛、音楽：岸田敏志、振付：パパイヤ鈴木、出演：渋谷天外、福崎町民等30名
  - 柳田國男没後50年と町政55周年の記念事業「柳田國男50年祭・山桃忌」のイベントの一環として、地元のアマチュア劇団により上演された。

#### 2012年
- テレサ・テン生誕60周年記念音楽劇『恋人たちの神話』【演出】[81][82][83]
  - 2012年9月12日 - 17日、三越劇場、作・監修：荒木とよひさ、音楽：岸田敏志、出演：エンレイ、渋谷天外、髙汐巴ほか
- ミュージカルコメディー『Duet』（デュエット）【演出】[84][85]
  - 2012年9月28日 - 10月10日：シアタークリエ、10月13日 - 16日：梅田芸術劇場、10月26日：中日劇場、10月30日 - 31日：キャナルシティ劇場
  - 製作：東宝、脚本：ニール・サイモン、作曲：マービン・ハムリッシュ、作詞：キャロン・ベイヤー・セイガー、翻訳：小田島雄志、訳詞：岩谷時子、出演：内博貴、和音美桜ほか

#### 2013年
- 織田作之助生誕100年 青春グラフィティ 音楽劇『ザ・オダサク』【演出】[86][87]
  - 2013年5月9日 - 20日：大阪松竹座、5月25日 - 6月2日：東京新橋演舞場
  - 製作：松竹、脚本：金秀吉、音楽：岸田敏志、主演：内博貴
- 『熱海殺人事件』【脚色・演出・主演 - 木村伝兵衛 役、7月19日 - 20日のみ 大山金太郎 役】[88][89]
  - 2013年7月12日 - 21日：サンシャイン劇場、7月26日 - 28日：京都四條南座
  - 製作：松竹、作：つかこうへい、出演：錦織一清、戸塚祥太、逆木圭一郎、黒谷友香

#### 2014年
- 錦織一清・アトリエ企画Vol.1『熱海殺人事件〜クォリファイングトライアル〜』【脚色・演出】[90]
  - 2014年3月6日 - 9日、ニッポン放送 イマジンスタジオ、主催・製作：ニッポン放送、作：つかこうへい、出演：三浦祐介、胡蝶英治（現 渋谷天笑）、逸見輝羊ほか
  - 「クォリファイングトライアル」は、若手や小劇場で活動する俳優を積極的に起用し、大舞台へ飛躍する夢やチャンスを与えたい、自分を育ててくれた演劇界を活性化したい、との思いで錦織が2014年に立ち上げたプロジェクト
- ミュージカル『ザ・オダサク 〜愛と青春のデカダンス〜』【脚色・演出】[91][92]
  - 2014年4月19日 - 29日：KAAT神奈川芸術劇場、5月2日 - 6日：京都 南座
  - 製作：松竹、作：金秀吉、音楽：岸田敏志、主演：内博貴
  - 2013年の音楽劇「ザ・オダサク」のミュージカル版
- 『出発』【脚色・演出】[93]
  - 2014年7月9日：北千住 シアター1010、7月11日 - 14日：京都 南座、7月17日：愛知 刈谷市総合文化センター、7月18日：長野 須坂市文化会館 メセナホール、7月19日：群馬 富岡市かぶら文化ホール、7月20日：山梨 コラニー文化ホール、7月21日：福島市公会堂（震災チャリティー公演）、7月22日 - 27日：新橋演舞場
  - 製作：松竹、作：つかこうへい、出演：戸塚祥太、村川絵梨、冨浦智嗣、蔵下穂波、芳本美代子、佐藤蛾次郎、石丸謙二郎
  - 1978年のつかこうへい演出による初演以来36年ぶりの復活上演
- The Musical『横浜 JAM TOWN』【原案・演出】[94]
  - 2014年11月22日 - 23日、KAAT神奈川芸術劇場、企画製作：KAAT神奈川芸術劇場、脚本：金房実加、音楽：西寺郷太、振付：YOSHIE、出演：穴沢裕介、飯田一徳、伊澤彩乃、大音智海、熊谷珠美、後藤晋彦、末吉真実、SUZUKiYURi、二階堂紗織、西村実佳、深瀬友梨、MASAHARU、渡部又吁
  - 応募者300名を超えるオーディションを実施し、2016年1月の本公演に向け、日本ではあまり例のないトライアウト公演としてダイジェストバージョンを試演した。来場者にオリジナルキャストレコーディングの限定CDを配布した。

#### 2015年
- 『広島に原爆を落とす日』【脚色・演出】[95][96]
  - 2015年4月1日：北千住・シアター1010、 4月3日 - 6日：京都・南座、 4月7日：広島・アステールプラザ 中ホール、 4月8日：神戸文化ホール 中ホール、 4月11日：静岡・マリナート 大ホール、 4月12日：愛知・刈谷市総合文化センター、 4月14日 - 23日：サンシャイン劇場
  - 製作：松竹、作：つかこうへい、主演：戸塚翔太
- 錦織一清QTプロジェクト公演第2弾 戦後70年特別企画『あゝ同期の桜』【脚色・演出】[97]
  - 2015年7月10日 - 13日：ニッポン放送 イマジン・スタジオ、主催：ニッポン放送、作：榎本滋民、潤色:上田浩寛、出演：三浦祐介、胡蝶英治（現 渋谷天笑）、小川智之 ほか
- 『壊れた恋の羅針盤』【演出】[98]
  - 2015年8月5日 - 16日：銀座 博品館劇場、主催：ニッポン放送、作・上演台本：M. ガブリエル（池田政之）、音楽：岸田敏志、主演：ふぉ〜ゆ〜（福田悠太、越岡裕貴、辰巳雄大、松崎祐介）、小野妃香里、長谷川あかり、倉本発、石丸謙二郎
- ABC座 2015 第1部 THE PLAY「サンズ・オブ・ザ・マッシュルーム」【演出】[99]
  - 2015年10月7日 - 28日：日生劇場、製作：東宝、音楽：曾我泰久、主演：A.B.C-Z（橋本良亮、戸塚祥太、五関晃一、塚田僚一、河合郁人）、曾我泰久、蔵下穂波
  - 第2部 THE SHOW　「We Love A.B.C-Z」は、監修：ジャニー喜多川。
- 『JAM TOWN the LIVE』【構成・演出】
  - 2015年10月13日：渋谷 duo MUSIC EXCHANGE、10月14日：横浜 THUMBS UP、企画製作：KAAT神奈川芸術劇場、作詞・作曲：西寺郷太、振付：YOSHIE、作詞：金房実加、出演：筧利夫、松浦雅、藤井隆ほか、演奏：Drums：西寺郷太（NONA REEVES）Keyboards：冨田謙　Guitar：KASHIF（PPP） Chorus：MASAHARU Chorus：Cloe、ゲスト:YOSHIE・MEDUSA（10月13日のみの出演）
  - 2014年11月のトライアウト公演に続く「JAM TOWN」プレ企画第二弾

#### 2016年
- 『JAM TOWN 〜A NEW MUSICAL〜』【原案・演出】[100][101]
  - 2016年1月13日 - 30日：KAAT神奈川芸術劇場、企画製作：KAAT神奈川芸術劇場、原作：齋藤雅文、脚本：斎藤栄作、音楽・作詞・作曲：西寺郷太、作詞：金房実加、振付：YOSHIE、出演：筧利夫、松浦雅、藤井隆、水田航生、東風万智子、YOSHIE、Oguri (s**t kingz)、HASSE、エリアンナ、大音智海、小暮キヨタカ、SUZUKiYURi、珠、ダンドイ舞莉花、深瀬友梨、MASAHARU、演奏：西寺郷太、冨田謙、奥田健介、KASHIF
- 錦織一清QTプロジェクト公演第2弾 福岡特別公演『あゝ同期の桜 〜風になった空の男たち〜』【脚色・演出】[102]
  - 2016年3月23 - 24日、博多リバレインホール、主催：QTプロジェクト福岡実行委員会、作：榎本滋民、潤色：上田浩寛、出演：三浦祐介、胡蝶英治（現 渋谷天笑）、小川智之ほか
- 『寝盗られ宗介』【脚色・演出】[103]
  - 2016年4月16日 - 24日：大阪松竹座、5月3日 - 4日：福岡ももちパレス、5月14日：愛知・刈谷市総合文化センター、5月24日 - 29日：新橋演舞場
  - 製作：松竹、作：つかこうへい、、振付：HIDEBOH、出演：戸塚祥太、高橋由美子、福田沙紀、姜暢雄、藤原丈一郎、酒井敏也、小川菜摘、篠山輝信、蔵下穂波、冨浦智嗣、三浦祐介、西井幸人
- ミュージカル 『グレイト・ギャツビー』【演出】[104]
  - 2016年7月2日 - 24日：サンシャイン劇場・名古屋市芸術創造センター・ロームシアター京都サウスホール・新神戸オリエンタル劇場
  - 製作：松竹、脚本：羽原大介、、音楽：岸田敏志、振付：川崎悦子、主演：内博貴
- 『初級革命講座 飛龍伝』（劇団「★☆北区AKT STAGE」公演）【演出】[105]
  - 2016年7月7日 - 10日：北とぴあ・つつじホール、作：つかこうへい、出演：逸見輝羊、杉山圭一、稲垣里紗、栗林真弓
  - 若手育成のため半年に及ぶ劇団内ワークショップを開催
- 『あゝ同期の桜』（劇団「★☆北区AKT STAGE」公演）【脚色・演出】[105]
  - 2016年7月8日 - 10日：北とぴあ・つつじホール、作：榎本滋民、出演：武田義晴、時津真人ほか
- 『ABC座2016 株式会社応援屋!! 〜OH&YEAH!!〜』【演出】[106]
  - 2016年10月5日 - 27日：日生劇場、製作：東宝、脚本・音楽：西寺郷太、主演：A.B.C-Z（橋本良亮、戸塚祥太、五関晃一、塚田僚一、河合郁人）
- 『23階の笑い』【演出】[107][108][109]
  - 2016年12月1日 - 14日：紀伊國屋サザンシアター TAKASHIMAYA、2017年4月27日 - 5月7日：博品館劇場、5月9日 - 11日：青少年文化センターアートピアホール、5月13日 - 14日：久留米シティプラザ　ザ・グランドホール、5月17日 - 19日：サンケイホールブリーゼ
  - 企画・製作：ニッポン放、作：ニール・サイモン、翻訳：上演台本：可児理華、出演：ふぉ〜ゆ〜（福田悠太、越岡裕貴、辰巳雄大、松崎祐介）、シソンヌ（長谷川忍、じろう）、蒼乃夕妃／入山法子、立花瑠菜、なだぎ武

#### 2017年
- 錦織一清QTプロジェクトVol.3『痛快！人情時代劇 三太 かわら版売り』【脚色・演出】[110]　
  - 2017年3月16日 - 20日：ニッポン放送 イマジンスタジオ、主催：ニッポン放送、作：松田健次、振付：神在ひろみ、出演：天舞音さら、川口真五、坂本恵理、杉山圭一、林雄大、三浦祐介、胡蝶英治（現 渋谷天笑）、逸見輝羊
- 『寝盗られ宗介』（劇団「★☆北区AKT STAGE」公演）【演出】[111]
  - 2017年7月14日 - 17日：北とぴあ・つつじホール、作：つかこうへい、出演：時津真人、大滝樹、草野剛、鈴木万里絵 ほか

#### 2018年
- 坊っちゃん劇場 第13作 「第九」アジア初演100周年記念ミュージカル 『よろこびのうた』【演出】[112][113][114]
  - 2018年1月27日 - 12月16日：愛媛・坊っちゃん劇場、10月20日 - 21日：あわぎんホール 徳島県郷土文化会館、11月28日 - 29日：東京公演 ティアラこうとう 大ホール
  - 主催・制作：坊っちゃん劇場、脚本：羽原大介、音楽監督・作曲：岸田敏志、振付：神在ひろみ、出演：四宮貴久／小林遼介、帆風成海／名取えりか、村上幸央、中山城治、中村元紀、脇山尚美、梶雅人、佐藤朱莉 ほか
  - All About ミュージカル・アワードでファミリー・ミュージカル賞を受賞[115]
- 『蘭 〜緒方洪庵 浪華の事件帳〜』【演出】[116][117]
  - 2018年5月6日 - 20日：大阪松竹座・新橋演舞場、2019年8月11日 - 9月23日：松竹特別公演（全国12か所巡業）
  - 製作：松竹、原作：築山桂、脚本：松田健次、音楽：岸田敏志、振付：神在ひろみ、出演：藤山扇治郎、北翔海莉、渋谷天笑、大川良太郎、上田堪大、平田裕一郎、松村沙瑛子、高倉百合子、小林功、丹羽貞仁、笠原章、久本雅美、石倉三郎
- 『二代目はクリスチャン』（劇団「★☆北区AKT STAGE」公演）【スーパーバイザー】[118]
  - 2018年6月21日 - 24日、北とぴあ つつじホール、作：つかこうへい、出演：大滝樹、草野剛、井上怜愛、此村太志ほか
- 『GRIEF7』【演出】[119]
  - 2018年7月26日 - 31日、俳優座劇場、企画：株式会社CLIE（現 株式会社Lol）、製作：CLIE／TOKYO MX、原作：野村桔梗、脚本：三浦香、音楽：金子隆博、ながしまみのり、振付：神在ひろみ出演：カラム、米原幸佑、加藤良輔、碕理人、SHUNほか

#### 2019年
- 坊っちゃん劇場 第14作 ミュージカル 『瀬戸内工進曲』【演出】[120][121][122]
  - 2019年4月14日 - 2020年3月2日：坊っちゃん劇場、主催・制作：坊っちゃん劇場、脚本：羽原大介、音楽監督・作曲：岸田敏志、振付：神在ひろみ、出演：杉山圭一／田中隆雅、吉田 葵／関谷春子、中村元紀、脇山尚美、井上珠美、梶正人
- 『GRIEF7 Sin#2』【脚色・演出】[123][124][125]
  - 2019年9月5日 - 9日：紀伊國屋ホール、9月21日 - 24日：大阪 ABCホール、企画・製作：株式会社CLIE、原作：野村桔梗、脚本：三浦香、音楽：金子隆博・楠瀬拓哉、出演：米原幸佑、加藤良輔、三浦海里、 SHUNほか
  - 2018年「GRIEF7」の続編。

#### 2020年
- TENSHO座『サラリーマンナイトフィーバー』【作・演出】[126]
  - 2020年2月25日 - 3月1日、本所松坂亭劇場、音楽：岸田敏志、出演：渋谷天笑、兵頭有紀、惣田紗莉渚、高橋亜衣、三浦ゆうすけ、室たつき、橋爪未萠里、炭谷征之、逸見輝羊、松村沙瑛子
- 坊っちゃん劇場 第15作ミュージカル 『〜おかやま桃太郎伝説〜 鬼の鎮魂歌（レクイエム）』【演出】[127]
  - 2020年6月7日 - 2021年8月15日：坊っちゃん劇場（新型コロナウイルスによる緊急事態宣言のため、延期、再延期、延長）、主催・制作：坊っちゃん劇場、脚本：羽原大介、音楽監督・作曲：岸田敏志、振付：神在ひろみ、殺陣/大岩主弥、墨絵・題字：茂本ヒデキチ、出演：松之木天辺、神敏将、四宮貴久、宮川智之、南里双六、今村洋一、泉鮎子、関根麻帆、脇山尚美、井上珠美、佐藤朱莉、岩渕敏司、原真礼、梶雅人
- ファーストスターPRESENTS舞台『熱海殺人事件 〜ザ・ロンゲストスプリング〜』【台本協力】[128]
  - 2020年7月29日 - 8月2日、大塚・萬劇場、企画・製作：赤塚篤紀　ファーストスター、作：つかこうへい、演出・主演：武田義晴
- 『毒薬と老嬢』【演出】
  - 2020年10月4日 - 18日、三越劇場・2020年11月14日 - 23日、大阪松竹座・2020年10月20日 - 11月12日、全国巡業
  - 新型コロナウイルスの影響で公演中止[129]

#### 2021年
- 畠中恵「しゃばけ」シリーズpresents 『シャイニングモンスター 〜ばくのふだ〔Shining編／Shadow編〕〜』【演出】[130]
  - 2021年3月13日 - 21日、CBGKシブゲキ!!、企画・製作：株式会社Lol、脚本：神楽澤小虎、音楽：西寺郷太、振付：IYO-P、出演：前川優希、井澤勇貴、小沼将太、反橋宗一郎、磯貝龍乎、阿部大地、真城めぐみ
- TENSHO座『サラリーマンナイトフィーバー』【作・演出】[131]
  - オンライン公演 配信期間 2021年9月21日 - 28日、本所松坂亭劇場、音楽：岸田敏志、振付：高橋亜衣、出演：渋谷天笑、兵頭有紀、惣田紗莉渚、高橋亜衣、三浦ゆうすけ、室たつき、稲村梓、竹本真之（現 曽我廼家桃太郎）、炭谷征之、橋爪未萠里、逸見輝羊、杉山圭一

#### 2022年
- 『フランケンシュタイン -cry for the moon-』【演出】[132][133]
  - 2022年1月7日 - 16日：紀伊國屋サザンシアター TAKASHIMAYA、1月20日 - 23日：COOL JAPAN PARK OSAKA TTホール、主催：舞台『フランケンシュタイン -cry for the moon-』製作委員会、作：メアリー・シェリー、訳：小林章夫、脚本：岡本貴也、音楽：KYOHEI、振付：TAMMY LYN、出演：七海ひろき、岐洲匠、彩凪翔、蒼木陣、佐藤信長、横山結衣、北村由海、永田耕一
- ミュージカル『〜おかやま桃太郎伝説〜 鬼の鎮魂歌Ⅱ』【演出】[134][135]
  - 2022年2月3日 - 6日、天王洲 銀河劇場、主催・制作：坊っちゃん劇場、脚本：羽原大介、音楽監督・作曲：岸田敏志、振付：神在ひろみ、殺陣/大岩主弥、墨絵・題字：茂本ヒデキチ、出演：松之木天辺、神敏将、四宮貴久、宮川智之、南里双六、今村洋一、泉鮎子、関根麻帆、脇山尚美、井上珠美、佐藤朱莉、原真礼、梶雅人
- 『毒薬と老嬢』【演出】[136][137][138]
  - 2022年3月16日 - 20日：新橋演舞場、3月26日 - 27日：名古屋御園座、4月2日：久留米シティプラザ ザ・グランドホール、4月9日 - 10日：札幌道新ホール、4月16日 - 24日：大阪松竹座
  - 製作：松竹、作：ジョセフ・ケッセルリング（英語版）、訳：黒田絵美子、脚色：せきどみきのぶ、音楽：岸田敏志、出演：久本雅美、藤原紀香、渋谷天笑、納谷健、室たつき、惣田紗莉渚、丹羽貞仁、嘉島典俊、川端槇二、笠原章 ほか
  - 3月18日新橋演舞場公演後のアフタートークイベントに久本雅美、藤原紀香、渋谷天笑（進行）とともに登壇[139]
- 『飛龍伝2022〜愛と青春の国会前〜』【演出】[140][141]
  - 2022年5月20日 - 24日：紀伊國屋ホール、企画・製作・主催：★☆北区AKT STAGE、共催：㈱紀伊國屋書店、作：つかこうへい、脚本協力：羽原大介、振付：古賀豊、出演：一色洋平、井上怜愛、小山蓮司 ほか
  - 5月23日公演のアフタートークショーに登壇
  - 劇中主題歌「栄光の石（意志）」、挿入歌「青い太陽」を歌唱
- 『定本 熱海殺人事件』【監修】
  - 2022年5月25日 - 31日：中野 ポケットスクエア テアトルBONBON、6月3日 - 5日：神戸三宮 シアター・エートー、8月30日 - 9月4日：中野 ポケットスクエア 劇場MOMO、主催：春匠、原作：つかこうへい、演出：春田純一、出演：春田純一、貴山侑哉／代演 小川智之、喜多川2tom、大下順子
- 畠中恵「しゃばけ」シリーズpresents 『シャイニングモンスター2nd step 〜てんげんつう〜』【演出】[142]
  - 2022年7月30日 - 8月4日、浅草花劇場、企画・製作：株式会社Lol、原作：畠中恵、脚本：神楽澤小虎、音楽：西寺郷太、新井俊也、振付：IYO-P、出演：前川優希、井澤勇貴、小沼将太、真城めぐみ ほか
  - 8月1日公演のアフタートーク「長崎屋のお悩み相談」に登壇
- 『サラリーマンナイトフィーバー』【作・演出・出演 - 社長役】[143][144][145]
  - 2022年8月23日：仙台電力ホール、8月27日：東海市芸術劇場、8月28日：金沢歌劇座、8月30日：戸田市文化会館、9月3日 – 4日：福岡 水都やながわ白秋ホール、10月28日 - 30日：大阪松竹座
  - 製作：松竹、音楽：岸田敏志、新井俊也、振付：松田尚子、出演：古原靖久、惣田紗莉渚、舞羽美海、渋谷天笑、室たつき、松浦司、楢原じゅんや、松村彩永、アンジーひより、笑福亭銀瓶、純名里沙、錦織一清 ほか

#### 2023年
- 『サラリーマンナイトフィーバー』【作・演出・出演 - ホームレス役】[146]
  - 2023年2月4日 – 12日、東京日本橋 三越劇場、主催・製作：株式会社アンクルシナモン、音楽：岸田敏志、新井俊也、振付：松田尚子、出演：渋谷天笑、三浦ゆうすけ、惣田紗莉渚、舞羽美海、室たつき、松浦司、楢原じゅんや、松村彩永、アンジーひより、純名里沙、室将也、錦織一清、〈友情トーク出演〉植草克秀
- 坊っちゃん劇場 第17作 日台野球交流100周年記念ミュージカル『KANO 〜1931甲子園まで2000キロ〜』【演出】[147]
  - 2023年4月1日 - 2024年3月：坊っちゃん劇場、主催：坊っちゃん劇場、共催：愛媛新聞社、脚本：羽原大輔、音楽監督・作詞・作曲：岸田敏志、振付：神在ひろみ、墨絵・題字：茂本ヒデキチ、出演：神敏将、岩渕敏司、石井礼美、安田早希、脇山尚美、小宮明日翔、近藤貴郁、飯山湧一郎、黒田智紀、梶雅人、佐藤朱莉、渡辺輝世美、岡智、（8/4-8/15 日台版）大浦龍宇一、陳希瑀（キミ）、鍾政均（ショウセイキン/ガーフィールド・チョン）、江明娟（エリック・ジャン）
  - 8月4日〜15日は、台湾スペシャルステージとして台湾人キャストを迎えて上演した[148]。錦織は、初日8月4日に開催されたクリエーターシンポジウムに、脚本の羽原、音楽の岸田、映画『KANO 1931海の向こうの甲子園』のプロデューサー魏徳聖らとともに登壇した。
- 大阪松竹座開場100周年記念人情喜劇『垣根の魔女』【演出】[149][150]
  - 2023年4月21日 - 30日：大阪松竹座、5月1日 - 13日：全国公演（山口、福岡、熊本、静岡）、製作：松竹、企画：上田浩人、作：村野守美、脚本：せきどみきのぶ、徳田博丸、音楽：岸田敏志、振付：森川次郎、IYO-P、出演：久本雅美、室龍太、渋谷天笑、大和悠河ほか
- 『蒲田行進曲完結篇･銀ちゃんが逝く』【演出・出演 - 医者役】[151][152]
  - 2023年11月1日 - 12日、池袋シアターグリーン BIG TREE THEATER、主催：株式会社アンクルシナモン／春匠、原作：つかこうへい、脚本協力：菱田信也、出演：春田純一、大下順子、吉田智則、和興、山本亨、堀田眞三、錦織一清ほか

#### 2024年
- 『あゝ同期の桜』【演出・脚色・出演 - 上官役ほか】[153][154][155]
  - 2024年3月9日 - 3月17日：東京日本橋・三越劇場、3月30日 - 3月31日：京都・南座
  - 主催・製作：株式会社アンクル・シナモン、原作：榎本滋民、脚本：上田浩寛、振付：神在ひろみ、出演：渋谷天笑、岡本悠紀、室将也、惣田紗莉渚、髙汐巴、錦織一清ほか
- TENSHO座『熱海殺人事件』【演出】[156]
  - 2024年6月25日 - 30日：DAIHATSU 心斎橋角座
  - 作：つかこうへい、脚本協力：蓮見正幸、制作：QT事務局、出演：藤山扇治郎、渋谷天笑、曽我廼家一蝶、曽我廼家いろは、曽我廼家桃太郎
- 『蒲田行進曲完結篇･銀ちゃんが逝く』【演出・出演 - 医者役】
  - 2024年7月3日 - 12日、浅草 花劇場、制作：春錦匠の会、原作：つかこうへい、脚本協力：菱田信也、出演：春田純一、大下順子、吉田智則、貴山侑哉、神尾佑、堀田眞三、錦織一清ほか
- 『カルメン故郷に帰る』【演出】[157][158]
  - 2024年8月17日 - 25日：新橋演舞場、9月5日 - 17日：大阪松竹座、全国公演　8月27日：仙台 電力ホール、8月31日 - 9月1日：名古屋・御園座、9月19日：鹿児島 宝山ホール、9月21日：熊本 市民会館シアーズホーム夢ホール
  - 製作：松竹、脚本：羽原大介、音楽：岸田敏志、振付：松田尚子、出演：藤原紀香、渋谷天外、横山由依、石倉三郎、徳重聡、福田転球 ほか

#### 2025年
- 『毒薬と老嬢』【演出・出演 - ウィザースプーン役】[159][160][161]
  - 2025年3月27日 – 4月4日：三越劇場、主催・製作：株式会社アンクル・シナモン、作：ジョセフ・ケッセルリング、翻訳：黒田絵美子、脚本：上田浩寛、音楽：岸田敏志、出演：久本雅美、大湖せしる、渋谷天笑、納谷健、岡本悠紀、惣田紗莉渚、錦織一清ほか
- 『熱海殺人事件』【演出】[162]
  - 2025年4月30日 - 5月4日：新宿シアタートップス、主催：株式会社アンクル・シナモン、企画/プロデュース：松村彩永、作：つかこうへい、出演：宮原奨伍、渋谷天笑、松村彩永、新井元輝
- 『狂人遊戯』【演出・出演 - ZOZO前沢役ほか】[163]
  - 2025年6月18日 - 25日：東京両国 シアターΧ(カイ)、6月28日 - 7月6日：神戸三宮 シアター･エートー、製作：春錦匠の会、作：羽原大介、出演：西岡德馬、春田純一、大下順子、武田義晴、渋谷天笑、錦織一清
- 『あゝ同期の桜』【演出・出演 - 上官役ほか】[164][165][166][167][168]
  - 2025年7月26日 - 27日：大阪 松下IMPホール、8月13日 - 19日：三越劇場、主催・製作：株式会社アンクル・シナモン、原作：榎本滋民、脚本：上田浩寛、出演：中山優馬、岩永洋昭、渋谷天笑、柳美稀、錦織一清ほか
- “Le gai mariage”『ル・ゲィ・マリアージュ～愉快な結婚～』PART.4 ～ストレートプレー～【演出・出演 - ジルベール役】[169][170]
  - 2025年9月12日 - 28日：六本木トリコロールシアター、脚本：ジェラール・ビトンミシェル、ミシェル・マンズ、翻訳：岩切正一郎、プロデュース：白樹栞、企画制作：Société Le Théâtre Elysée、出演：室龍太、世古口凌、山本涼介、君島憂樹、福井貴一、錦織一清ほか

### 舞台作品関連の各種コンテンツ
| 発売   | タイトル | 形式                                       | 発売元                                  | 備考 |
| ------ | --- | ------------------------------------------ | --------------------------------------- | --- |
| 2021年 | 畠中恵「しゃばけ」シリーズpresents シャイニングモンスター 〜ばくのふだ | DVD 規格品番 lol-21187                     | Lol inc.                                | 特典映像：ゲネプロ記者会見・カーテンコール挨拶                                                                                        |
| 2021年 | 畠中恵「しゃばけ」シリーズpresents シャイニングモンスター 〜ばくのふだ メイキングDVD | DVD 規格品番 lol-21188                     | Lol inc.                                | 稽古風景等 |
| 2021年 | 坊っちゃん劇場 四国・瀬戸内三部作 DVD BOX - 坊っちゃん劇場第13作「第九」アジア初演100周年記念『よろこびのうた』 - 坊っちゃん劇場第14作『瀬戸内工進曲』 - 坊っちゃん劇場第15作 〜おかやま桃太郎伝説〜『鬼の鎮魂歌 レクイエム』 - 『瀬戸内三部作四方山話』※ | DVD                                        | 坊っちゃん劇場 / Uncle Cinnamon Records | ※ 瀬戸内三部作四方山話（スペシャル対談） 出演：錦織 一清（演出）、羽原 大介（脚本）、岸田 敏志（音楽監督・作曲）、MC 中村元紀（俳優） |
| 2022年 | サラリーマンナイトフィーバー Original Soundtrack 01 Shaku down and up/02 Floating Hope -Duet Version-/03 恋の山手線（小林旭のカバー）/04 ヒーロー（FUNKY MONKEY BABYSのカバー）                                                                           | ミュージックカード（デジタルダウンロード） | Uncle Cinnamon Records                  | 錦織一清：プロデュース、02 作詞共作、04 vocalsに参加                                                                                  |
| 2023年 | 畠中恵「しゃばけ」シリーズpresents シャイニングモンスター 2nd step 〜てんげんつう〜 | DVD 規格品番 lol-22203                     | Lol inc.                                | 特典映像：アフタートークダイジェスト                                                                                                  |
| 2023年 | 畠中恵「しゃばけ」シリーズpresents シャイニングモンスター 2nd step 〜てんげんつう〜 メイキングDVD | DVD 規格品番 lol-22204                     | Lol inc.                                | 稽古風景・舞台裏映像、PR動画 |

### 作詞

#### 少年隊
- 愛の嵐（作曲：馬飼野康二、歌唱：錦織一清ソロ、1999年1月27日 アルバム『Prism』収録）
- 見れば見るほど…（作曲：広瀬香美、歌唱：錦織一清ソロ、1999年1月27日 アルバム『Prism』収録）
- 数千マイルから君を（作曲：広瀬香美、歌唱：錦織一清ソロ、2000年2月2日 シングル『ロマンチックタイム』収録）
- fin.（作曲：安田信二、歌唱：少年隊、2008年少年隊の舞台PLAYZONE FINALの楽曲、2020年12月12日 『少年隊 35th Anniversary BEST』収録）

#### Uncle Cinnamon Records
- Song for you（共作：西寺郷太　作曲：西寺郷太、歌唱：錦織一清、2021年10月29日『Cafe Uncle Cinnamon』に収録）
- 栄光の石（意志）（共作：前園直樹、作曲：新井俊也、歌唱：錦織一清、2022年舞台『飛龍伝2022〜愛と青春の国会前〜』劇中主題歌、2022年5月20日配信）
- Floating Hope -Duet Version（共作：前園直樹、作曲：新井俊也、歌唱：惣田紗莉渚、古原靖久、2022年舞台『サラリーマンナイトフィーバー』劇中歌、デジタルダウンロード『サラリーマンナイトフィーバー Original Soundtrack』収録）

#### Funky Diamond 18
- Headlight blue（作曲：新井俊也、歌唱：Funky Diamond 18、2023年12月20日配信、Uncle Cinnamon Records）
- Burden Heel & Soul（作曲：Oto（Neighbors Complain）、歌唱：Funky Diamond 18、2024年10月16日 アルバム『PLATONIX』収録）

### 音楽プロデュース
- C-Style シングルDC『BURDEN HEEL & SOUL』[171][172]
  - 2025年4月29日発売、レーベル：UNCLE CINNAMON RECORDS、ヤンキー盤：UCCD-1001、ファンキー盤：UCCD-1002
  - 収録曲：Burden Heel & Soul、ハラッパ

## 書籍

### 著書
- 錦織一清 演出論（2022年11月28日刊、日経BP）ISBN 978-4-296-20139-6
  - 独自の表現メソッドのほか、戯曲「サラリーマンナイトフィーバー」を完全掲載
- 少年タイムカプセル（2023年3月1日刊、新潮社) ISBN 978-4-103-54931-4
  - 初の自叙伝

### 雑誌連載
- JUNON　「錦織一清の口は辛いがココロは錦」（主婦と生活社、1993年、全10回）
- 月刊ミュージカル 「錦織一清のスペシャルシート」（ミュージカル出版社、1998年10月号 - 2020年3・4月号）
  - 22年間続いたゲストとの対談形式の連載。2020年11・12月号に全203回のゲストリストが掲載された。
- ザ・プレイステーション2 「少年隊・錦織一清のGAMEなんか大好きだ♪」（ソフトバンクパブリッシング、2001年9月14・21日合併号vol.256 - 2004年7月9・16日合併号vol.386）[173][174]
  - ゲーム業界の著名なクリエイターとの対談を月1回掲載。
- 昭和40年男 「時のペン先が綴る物語 少年ニッキ」（株式会社クレタパブリッシング→株式会社ヘリテージ、2021年12月号（vol.70） - ）[注 14]
  - 2024年4月号掲載のvoｌ.15「俺たちの旅」[175]を#0として、以降毎号発行に合わせ、当該雑誌の公式YouTubeチャンネル「昭和男女TV」にて「少年ニッキ」取材動画を配信している。